# 고려전문학교
고려전문학교(영어: Korea Technical College)는 대한민국 서울특별시 동작구 노량진동에 위치한 교육기관이다.

## 개요
- 1997년 설립인가